# Carbacanthographis
Carbacanthographis es un género de hongo liquenizado de la familia Graphidaceae.